# Aeropuerto de Estambul

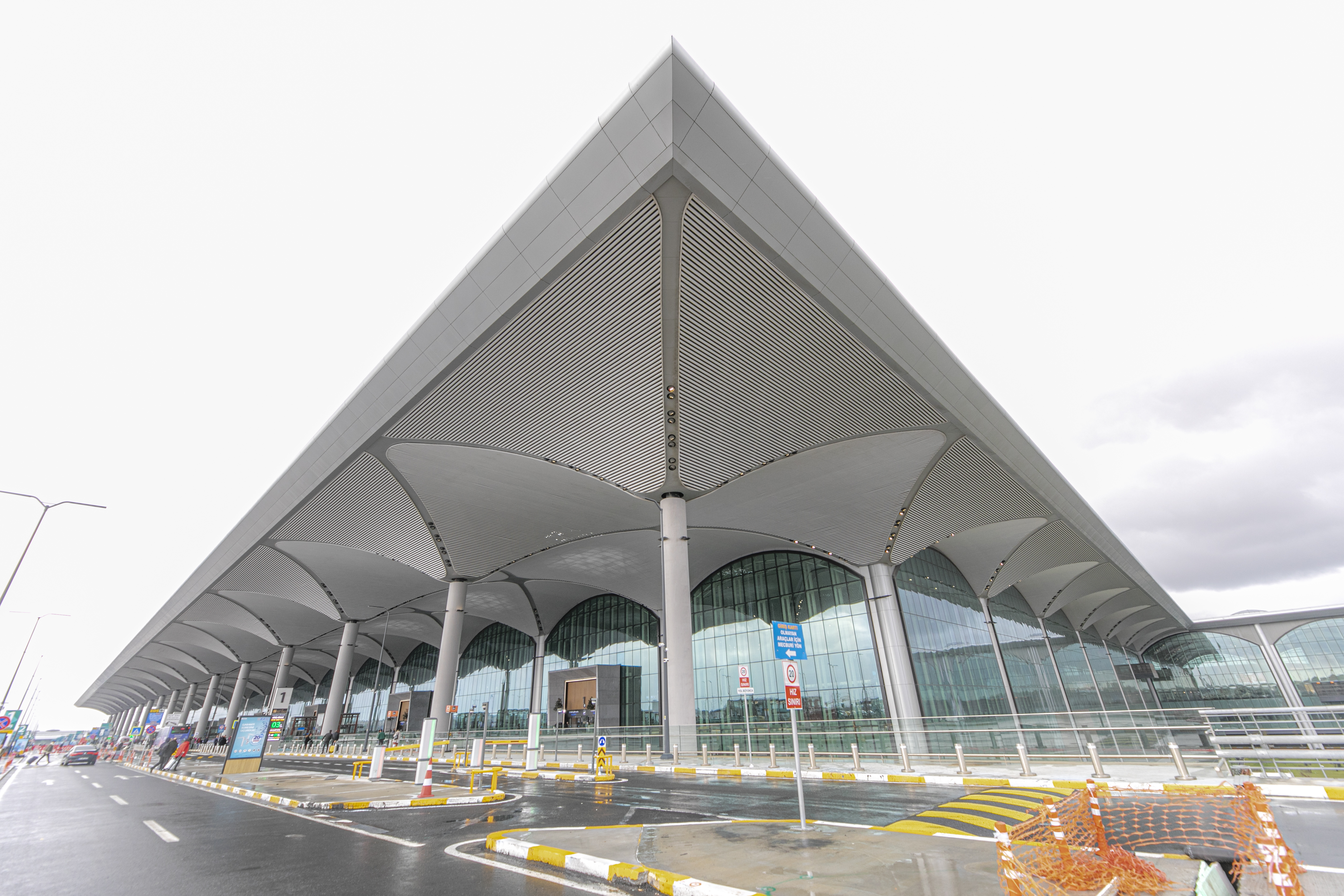
Exterior del aeropuerto.

El Aeropuerto de Estambul (IATA: IST, OACI: LTFM) (en turco İstanbul Havalimanı) es un aeropuerto internacional en el distrito europeo de Arnavutköy de la ciudad turca de Estambul.
El aeropuerto ha sido diseñado como el mayor del mundo, con una capacidad de hasta 150 millones de pasajeros al año, ampliables en el futuro hasta los 200 millones. Es el tercer aeropuerto internacional que se construye en Estambul después del Aeropuerto Internacional Atatürk y el Aeropuerto Internacional Sabiha Gökçen, y es el principal aeropuerto internacional que sirve a Estambul. El aeropuerto de Atatürk se cerró para los vuelos de pasajeros programados una vez que el nuevo aeropuerto estuvo en pleno funcionamiento, y su Código IATA IST se transfirió al nuevo aeropuerto.
El aeropuerto fue inaugurado el 29 de octubre de 2018, aunque desde abril de 2018 ha recibido aviones. 

## Condiciones de trabajo de los trabajadores
En septiembre de 2018, los obreros de la construcción manifestaron para denunciar sus condiciones de trabajo: varias docenas de incidentes fatales, retrasos en el pago de sus salarios y viviendas en mal estado. Cientos de trabajadores son detenidos por la policía; entre ellos, 24 sindicalistas son encarcelados y otros 19 puestos bajo control judicial.
Para Nihat Demir, secretario general del sindicato de trabajadores de la construcción Dev-Yapi-Is, la presión para completar el proyecto y las largas horas de trabajo hicieron del aeropuerto un "cementerio". Según un informe publicado en febrero por el periódico turco Cumhuriyet, cerca de 400 trabajadores han perdido la vida en el lugar desde que comenzaron las obras en 2015, mientras que el gobierno sólo reconoce 27. Los trabajadores informaron que las muertes fueron ocultas y que sus familias recibieron una suma de dinero.

## Impacto ambiental
Lamentablemente, ha habido un impacto en el área verde, pero el gobierno quería llevar el aeropuerto lejos del centro de Estambul para que no aumentase el tráfico que la ciudad tiene debido a la cantidad de personas que viven allí (15 000 000).
El aeropuerto también está situado en una ruta vital de migración de aves, lo que causa que estas desvíen un poco su ruta hacia otro lado.

## Localización
El nuevo aeropuerto se localiza a 35 kilómetros al noreste de la ciudad. Ocupa una extensión de 7.659 hectáreas que ocupaban en parte minas extintas de carbón que fueron clausuradas y cubiertas para la construcción del aeropuerto. 

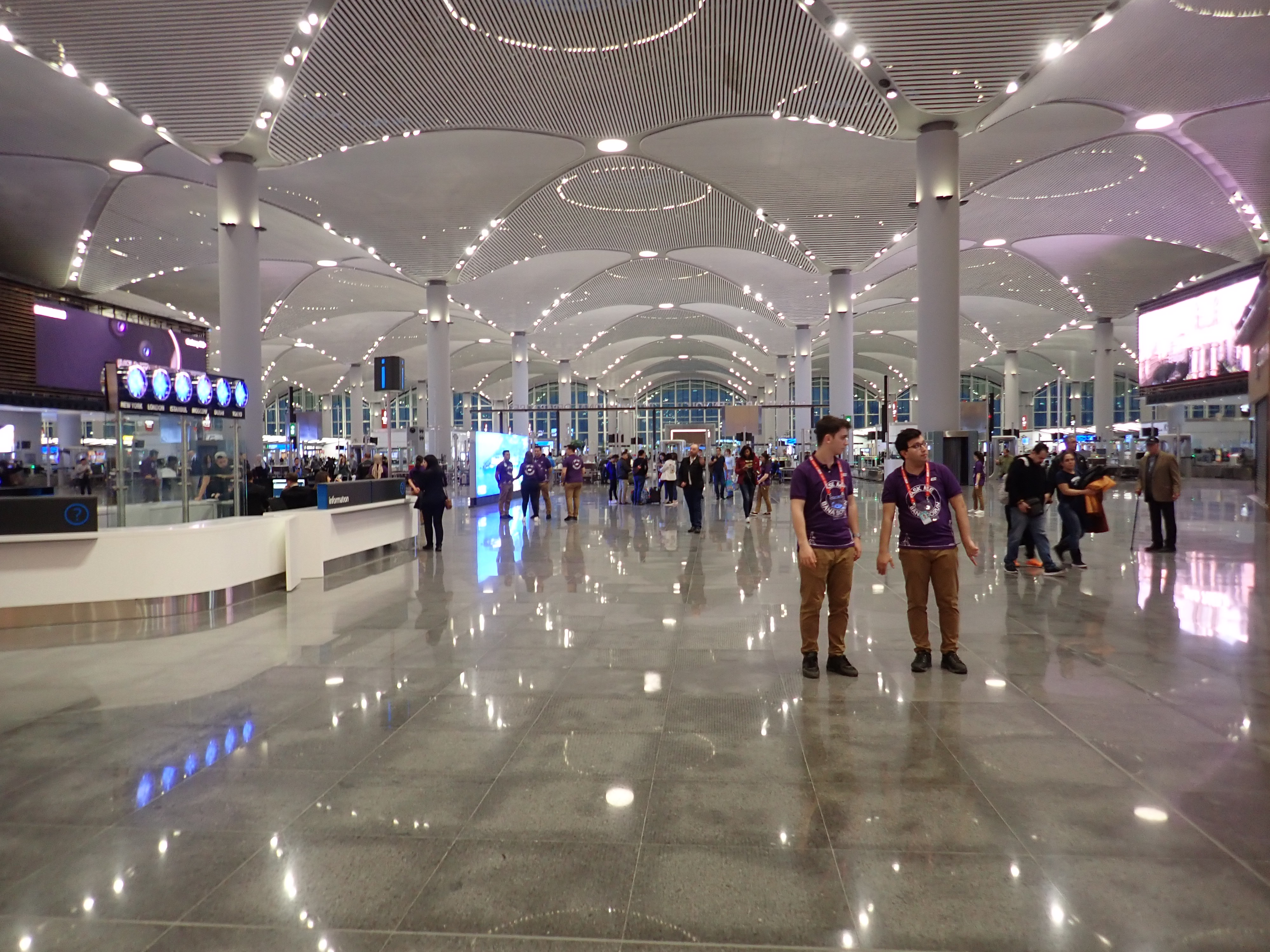
Área de documentación.

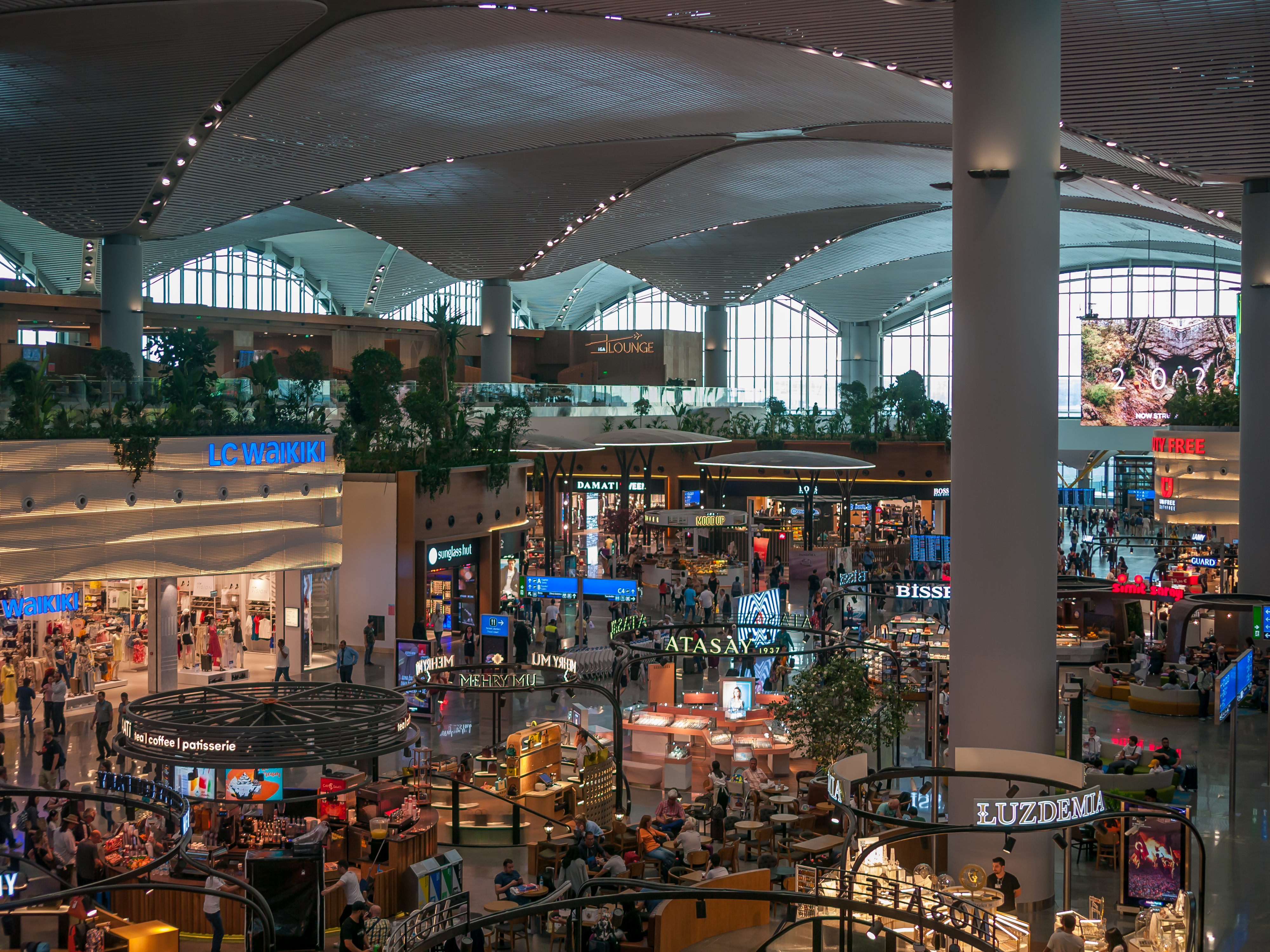
Pasillo principal del aeropuerto.

## Aerolíneas y destinos

### Destinos nacionales
| Destinos por aerolínea           | Destinos por aerolínea | Destinos por aerolínea | Destinos por aerolínea |
| Aerolínea                        | Destinos |                        |                        |
| -------------------------------- | --- | ---------------------- | ---------------------- |
| Pegasus Airlines                 | Esmirna |                        |                        |
| Turkish Airlines                 | Adana, Adıyaman, Ağrı, Alanya, Ankara, Antalya, Batman, Bingöl, Bodrum, Çanakkale, Dalaman, Denizli, Diyarbakır, Edremit, Elazığ, Erzincan, Erzurum, Esmirna, Gaziantep, Hakkari, Hatay, Iğdır, Kahramanmaraş, Kars, Kastamonu, Kayseri, Konya, Kütahya, Malatya, Mardin, Merzifon, Muş, Nevşehir, Ordu-Giresun, Samsun, Sanliurfa, Sinope, Şırnak, Sivas, Trabzon, Uşak, Van, Zonguldak |                        |                        |
| Total: 43 destinos, 4 aerolíneas | |                        |                        |

### Destinos internacionales
| Angola (1 destino, 1 aerolínea)                              |                                                                         | |
| Luanda                                                       | Aeropuerto Internacional Quatro de Fevereiro                            | TAAG Angola Airlines / Turkish Airlines                                                                                |
| Argelia (4 destinos, 2 aerolíneas)                           |                                                                         | |
| Annaba                                                       | Aeropuerto de Annaba - Rabah Bitat                                      | Air Algérie |
| Argel                                                        | Aeropuerto Internacional Houari Boumedienne                             | Air Algérie / Turkish Airlines                                                                                         |
| Constantina                                                  | Aeropuerto Internacional Mohamed Boudiaf                                | Air Algérie / Turkish Airlines                                                                                         |
| Orán                                                         | Aeropuerto de Orán Es Sénia                                             | Air Algérie / Turkish Airlines                                                                                         |
| Benín (1 destino, 1 aerolínea)                               |                                                                         | |
| Cotonú                                                       | Aeropuerto de Cotonú-Cadjehoun                                          | Turkish Airlines |
| Burkina Faso (1 destino, 1 aerolínea)                        |                                                                         | |
| Uagadugú                                                     | Aeropuerto de Uagadugú                                                  | Turkish Airlines (Vía BKO)                                                                                             |
| Camerún (2 destinos, 1 aerolínea)                            |                                                                         | |
| Duala                                                        | Aeropuerto Internacional de Douala                                      | Turkish Airlines |
| Yaundé                                                       | Aeropuerto Internacional de Yaundé                                      | Turkish Airlines |
| Chad (1 destino, 1 aerolínea)                                |                                                                         | |
| Yamena                                                       | Aeropuerto Internacional de Yamena                                      | Turkish Airlines |
| Comoras (1 destino [estacional], 1 aerolínea)                |                                                                         | |
| Moroni                                                       | Aeropuerto Internacional Príncipe Said Ibrahim                          | Turkish Airlines (Vía SEZ)                                                                                             |
| Costa de Marfil (1 destino, 1 aerolínea)                     |                                                                         | |
| Abiyán                                                       | Aeropuerto Internacional Félix Houphouët-Boigny                         | Air Côte d'Ivoire Turkish Airlines                                                                                     |
| Egipto (5 destinos, 2 aerolíneas)                            |                                                                         | |
| Alejandría                                                   | Aeropuerto Internacional de Alejandría                                  | Turkish Airlines |
| El Cairo                                                     | Aeropuerto Internacional de El Cairo                                    | Air Cairo / Egyptair / Turkish Airlines                                                                                |
| Hurgada                                                      | Aeropuerto Internacional de Hurghada                                    | Turkish Airlines |
| Lúxor                                                        | Aeropuerto Internacional de Lúxor                                       | Turkish Airlines |
| Sharm el-Sheij                                               | Aeropuerto Internacional de Sharm el-Sheij                              | Turkish Airlines |
| Eritrea (1 destino, 1 aerolínea)                             |                                                                         | |
| Asmara                                                       | Aeropuerto Internacional de Asmara                                      | Turkish Airlines |
| Etiopía (1 destino, 2 aerolíneas)                            |                                                                         | |
| Adís Abeba                                                   | Aeropuerto Internacional Bole                                           | Ethiopian / Turkish Airlines                                                                                           |
| Gabón (1 destino, 1 aerolínea)                               |                                                                         | |
| Libreville                                                   | Aeropuerto de Libreville                                                | Turkish Airlines |
| Gambia (1 destino, 1 aerolínea)                              |                                                                         | |
| Banjul                                                       | Aeropuerto Internacional Yundum                                         | Turkish Airlines |
| Ghana (1 destino, 1 aerolínea)                               |                                                                         | |
| Acra                                                         | Aeropuerto Internacional Kotoka                                         | Turkish Airlines |
| Guinea (1 destino, 1 aerolínea)                              |                                                                         | |
| Conakri                                                      | Aeropuerto Internacional de Conakri                                     | Turkish Airlines |
| Guinea Ecuatorial (1 destino, 1 aerolínea)                   |                                                                         | |
| Malabo                                                       | Aeropuerto de Malabo-Santa Isabel                                       | CEIBA Intercontinental / Turkish Airlines                                                                              |
| Kenia (2 destinos, 1 aerolínea)                              |                                                                         | |
| Mombasa                                                      | Aeropuerto Internacional Moi                                            | Kenya Airways / Turkish Airlines                                                                                       |
| Nairobi                                                      | Aeropuerto Internacional Jomo Kenyatta                                  | Kenya Airways / Turkish Airlines                                                                                       |
| Libia (1 destino, 4 aerolíneas)                              |                                                                         | |
| Trípoli                                                      | Aeropuerto Internacional Mitiga                                         | Afriqiyah Airways / Ghadames Air Transport / Libyan Airlines / Libyan Wings                                            |
| Madagascar (1 destino, 1 aerolínea)                          |                                                                         | |
| Antananarivo                                                 | Aeropuerto Internacional Ivato                                          | Madagascar Airlines / Turkish Airlines                                                                                 |
| Mali (1 destino, 1 aerolínea)                                |                                                                         | |
| Bamako                                                       | Aeropuerto Internacional de Bamako-Sénou                                | Turkish Airlines |
| Mauricio (1 destino, 2 aerolíneas)                           |                                                                         | |
| Port Louis                                                   | Aeropuerto Internacional Sir Seewoosagur Ramgoolam                      | Air Mauritius / Turkish Airlines                                                                                       |
| Mauritania (1 destino, 1 aerolínea)                          |                                                                         | |
| Nuakchot                                                     | Aeropuerto Internacional de Nuakchot                                    | Turkish Airlines |
| Marruecos (3 destinos, 2 aerolíneas)                         |                                                                         | |
| Casablanca                                                   | Aeropuerto Internacional Mohámmed V                                     | Royal Air Maroc / Turkish Airlines                                                                                     |
| Marrakech                                                    | Aeropuerto de Marrakech-Menara                                          | Turkish Airlines |
| Tánger                                                       | Aeropuerto de Tánger-Ibn Battuta                                        | Royal Air Maroc |
| Mozambique (1 destino, 1 aerolínea)                          |                                                                         | |
| Maputo                                                       | Aeropuerto Internacional de Maputo                                      | LAM Mozambique Airlines / Turkish Airlines                                                                             |
| Níger (1 destino, 1 aerolínea)                               |                                                                         | |
| Niamey                                                       | Aeropuerto Internacional Diori Hamani                                   | Turkish Airlines |
| Nigeria (3 destinos, 1 aerolínea)                            |                                                                         | |
| Abuya                                                        | Aeropuerto Internacional Nnamdi Azikiwe                                 | Turkish Airlines |
| Lagos                                                        | Aeropuerto Internacional Murtala Muhammed                               | Turkish Airlines |
| Port Harcourt                                                | Aeropuerto Internacional de Port Harcourt                               | Turkish Airlines |
| República del Congo (1 destino, 1 aerolínea)                 |                                                                         | |
| Pointe-Noire                                                 | Aeropuerto de Pointe-Noire                                              | Turkish Airlines (Vía LBV)                                                                                             |
| República Democrática del Congo (1 destino, 1 aerolínea)     |                                                                         | |
| Kinsasa                                                      | Aeropuerto Internacional de N'Djili                                     | Turkish Airlines |
| Ruanda (1 destino, 1 aerolínea)                              |                                                                         | |
| Kigali                                                       | Aeropuerto Internacional de Kigali                                      | Turkish Airlines |
| Senegal (1 destino, 2 aerolíneas)                            |                                                                         | |
| Dakar                                                        | Aeropuerto de Dakar                                                     | Air Senegal / Turkish Airlines                                                                                         |
| Seychelles (1 destino, 1 aerolínea)                          |                                                                         | |
| Mahé                                                         | Aeropuerto Internacional de Seychelles                                  | Turkish Airlines (Estacional)                                                                                          |
| Sierra Leona (1 destino, 1 aerolínea)                        |                                                                         | |
| Freetown                                                     | Aeropuerto Internacional de Lungi                                       | Turkish Airlines |
| Somalia (1 destino, 1 aerolínea)                             |                                                                         | |
| Mogadiscio                                                   | Aeropuerto Internacional Aden Adde                                      | Turkish Airlines |
| Sudáfrica (3 destinos, 2 aerolíneas)                         |                                                                         | |
| Ciudad del Cabo                                              | Aeropuerto Internacional de Ciudad del Cabo                             | South African Airways / Turkish Airlines                                                                               |
| Durban                                                       | Aeropuerto Internacional Rey Shaka                                      | South African Airways / Turkish Airlines                                                                               |
| Johannesburgo                                                | Aeropuerto Internacional de Johannesburgo                               | South African Airways / Turkish Airlines                                                                               |
| Sudán (2 destinos, 1 aerolínea)                              |                                                                         | |
| Jartum                                                       | Aeropuerto Internacional de Jartum                                      | Turkish Airlines |
| Puerto Sudán                                                 | Aeropuerto Internacional de Puerto Sudán                                | Turkish Airlines (Vía KRT)                                                                                             |
| Sudán del Sur                                                |                                                                         | |
| Yuba                                                         | Aeropuerto Internacional de Yuba                                        | Turkish Airlines |
| Tanzania (3 destinos, 2 aerolíneas)                          |                                                                         | |
| Dar es Salaam                                                | Aeropuerto de Dar es Salaam                                             | Turkish Airlines |
| Kilimanjaro                                                  | Aeropuerto Internacional del Kilimanjaro                                | Turkish Airlines |
| Zanzíbar                                                     | Aeropuerto Internacional de Zanzíbar                                    | Turkish Airlines |
| Túnez (1 destino, 3 aerolíneas)                              |                                                                         | |
| Túnez                                                        | Aeropuerto Internacional de Túnez-Cartago                               | Nouvelair / Tunisair / Turkish Airlines                                                                                |
| Uganda (1 destino, 1 aerolínea)                              |                                                                         | |
| Entebbe                                                      | Aeropuerto Internacional de Entebbe                                     | Turkish Airlines |
| Yibuti (1 destino, 1 aerolínea)                              |                                                                         | |
| Yibuti                                                       | Aeropuerto Internacional de Yibuti-Ambouli                              | Turkish Airlines |
| Zambia (1 destino, 1 aerolínea)                              |                                                                         | |
| Lusaka                                                       | Aeropuerto Internacional de Lusaka                                      | Turkish Airlines |
| Norteamérica                                                 |                                                                         | |
| Canadá (3 destinos, 1 aerolínea)                             |                                                                         | |
| Montreal                                                     | Aeropuerto Internacional Pierre Elliott Trudeau                         | Turkish Airlines |
| Toronto                                                      | Aeropuerto Internacional Toronto Pearson                                | Air Transat (inicia 6 de diciembre del 2025) / Turkish Airlines                                                        |
| Vancouver                                                    | Aeropuerto Internacional de Vancouver                                   | Turkish Airlines |
| Estados Unidos (14 destinos, 1 aerolínea)                    |                                                                         | |
| Atlanta                                                      | Aeropuerto Internacional Hartsfield-Jackson                             | Turkish Airlines |
| Boston                                                       | Aeropuerto Internacional Logan                                          | Turkish Airlines |
| Chicago                                                      | Aeropuerto Internacional O'Hare                                         | Turkish Airlines |
| Dallas                                                       | Aeropuerto Internacional de Dallas-Fort Worth                           | Turkish Airlines |
| Denver                                                       | Aeropuerto Internacional de Denver                                      | Turkish Airlines |
| Detroit                                                      | Aeropuerto Internacional de Detroit                                     | Turkish Airlines |
| Houston                                                      | Aeropuerto Intercontinental George Bush                                 | Turkish Airlines |
| Los Ángeles                                                  | Aeropuerto Internacional de Los Ángeles                                 | Turkish Airlines |
| Miami                                                        | Aeropuerto Internacional de Miami                                       | Turkish Airlines |
| Newark                                                       | Aeropuerto Internacional Libertad de Newark                             | Turkish Airlines |
| Nueva York                                                   | Aeropuerto Internacional John F. Kennedy                                | Turkish Airlines |
| San Francisco                                                | Aeropuerto Internacional de San Francisco                               | Turkish Airlines |
| Seattle                                                      | Aeropuerto Internacional de Seattle-Tacoma                              | Turkish Airlines |
| Washington D. C.                                             | Aeropuerto Internacional de Washington-Dulles                           | Turkish Airlines |
| México (2 destinos, 1 aerolínea)                             |                                                                         | |
| Cancún                                                       | Aeropuerto Internacional de Cancún                                      | Turkish Airlines (Vía MEX)                                                                                             |
| Ciudad de México                                             | Aeropuerto Internacional de la Ciudad de México                         | Turkish Airlines |
| Centroamérica y El Caribe                                    |                                                                         | |
| Cuba (1 destino, 1 aerolínea)                                |                                                                         | |
| La Habana                                                    | Aeropuerto Internacional José Martí                                     | Turkish Airlines |
| Panamá (1 destino, 2 aerolíneas)                             |                                                                         | |
| Ciudad de Panamá                                             | Aeropuerto Internacional de Tocumen                                     | Turkish Airlines (Directo y Vía BOG)                                                                                   |
| Sudamérica                                                   |                                                                         | |
| Argentina (1 destino, 1 aerolínea)                           |                                                                         | |
| Buenos Aires                                                 | Aeropuerto Internacional Ministro Pistarini                             | Turkish Airlines (Vía GRU)                                                                                             |
| Brasil (1 destino, 1 aerolínea)                              |                                                                         | |
| São Paulo                                                    | Aeropuerto Internacional de São Paulo-Guarulhos                         | Turkish Airlines |
| Chile (1 destino, 1 aerolínea)                               |                                                                         | |
| Santiago de Chile                                            | Aeropuerto Internacional Arturo Merino Benítez                          | Turkish Airlines (Vía GRU)                                                                                             |
| Colombia (1 destino, 1 aerolínea)                            |                                                                         | |
| Bogotá                                                       | Aeropuerto Internacional El Dorado                                      | Turkish Airlines |
| Perú (1 destino, 1 aerolínea)                                |                                                                         | |
| Lima                                                         | Aeropuerto Internacional Jorge Chavez                                   | Turkish Airlines (Inicia en Segundo Semestre 2025)                                                                     |
| Venezuela (1 destino, 1 aerolínea)                           |                                                                         | |
| Caracas                                                      | Aeropuerto Internacional de Maiquetía Simón Bolívar                     | Turkish Airlines (Directo y Vía HAV)                                                                                   |
| Asia                                                         |                                                                         | |
| Afganistán (1 destino, 3 aerolíneas)                         |                                                                         | |
| Kabul                                                        | Aeropuerto Internacional de Kabul                                       | Ariana Afghan Airlines / Kam Air / Turkish Airlines                                                                    |
| Arabia Saudita (7 destinos, 2 aerolíneas)                    |                                                                         | |
| Dammam                                                       | Aeropuerto Internacional de Dammam-Rey Fahd                             | Turkish Airlines |
| Medina                                                       | Aeropuerto Príncipe Mohammad Bin Abdulaziz                              | Saudia / Turkish Airlines                                                                                              |
| Riad                                                         | Aeropuerto Internacional Rey Khalid                                     | Saudia / Turkish Airlines                                                                                              |
| Taif                                                         | Aeropuerto de Taif                                                      | Turkish Airlines |
| Yanbu                                                        | Aeropuerto de Yanbu                                                     | Turkish Airlines |
| Yida                                                         | Aeropuerto Internacional Rey Abdulaziz                                  | Saudia / Turkish Airlines                                                                                              |
| Azerbaiyán (3 destinos, 2 aerolíneas)                        |                                                                         | |
| Bakú                                                         | Aeropuerto Internacional Heydar Aliyev                                  | Azerbaijan Airlines / Turkish Airlines                                                                                 |
| Ganja                                                        | Aeropuerto de Ganja                                                     | Turkish Airlines |
| Najicheván                                                   | Aeropuerto de Najicheván                                                | Turkish Airlines |
| Bangladés (1 destino, 1 aerolínea)                           |                                                                         | |
| Dacca                                                        | Aeropuerto Internacional Zia                                            | Turkish Airlines |
| Baréin (1 destino, 2 aerolíneas)                             |                                                                         | |
| Manama                                                       | Aeropuerto Internacional de Baréin                                      | Gulf Air / Turkish Airlines                                                                                            |
| Catar (1 destino, 2 aerolíneas)                              |                                                                         | |
| Doha                                                         | Aeropuerto Internacional Hamad                                          | Qatar Airways / Turkish Airlines                                                                                       |
| China (9 destinos, 5 aerolíneas)                             |                                                                         | |
| Cantón                                                       | Aeropuerto Internacional de Cantón-Baiyun                               | Turkish Airlines / China Southern Airlines                                                                             |
| Chengdu                                                      | Aeropuerto Internacional de Chengdu-Shuangliu                           | Sichuan Airlines |
| Pekín                                                        | Aeropuerto Internacional de Pekín-Capital                               | Air China / Turkish Airlines                                                                                           |
| Pekín                                                        | Aeropuerto Internacional de Pekín-Daxing                                | China Southern Airlines                                                                                                |
| Shanghái                                                     | Aeropuerto Internacional Pudong                                         | Turkish Airlines / China Eastern Airlines                                                                              |
| Corea del Sur (1 destino, 3 aerolíneas)                      |                                                                         | |
| Seúl                                                         | Aeropuerto Internacional de Incheon                                     | Asiana Airlines / Korean Air / Turkish Airlines / T'Way Airlines                                                       |
| EAU (3 destinos, 4 aerolíneas)                               |                                                                         | |
| Abu Dabi                                                     | Aeropuerto Internacional de Abu Dabi                                    | Etihad Airways Turkish Airlines                                                                                        |
| Dubái                                                        | Aeropuerto Internacional de Dubái                                       | Emirates / flydubai / Turkish Airlines                                                                                 |
| Sharjah                                                      | Aeropuerto Internacional de Sharjah                                     | Turkish Airlines |
| Filipinas (2 destinos, 3 aerolíneas)                         |                                                                         | |
| Cebú                                                         | Aeropuerto Internacional de Mactán-Cebú                                 | Cebu Pacific Air / Philippine Airlines / Turkish Airlines (Vía MNL                                                     |
| Manila                                                       | Aeropuerto Internacional Ninoy Aquino                                   | Philippine Airlines / Turkish Airlines                                                                                 |
| Georgia (2 destinos, 1 aerolínea)                            |                                                                         | |
| Batumi                                                       | Aeropuerto Internacional Batumi                                         | Turkish Airlines |
| Tiflis                                                       | Aeropuerto Internacional de Tiflis                                      | Turkish Airlines |
| Hong Kong (1 destino, 1 aerolínea)                           |                                                                         | |
| Hong Kong                                                    | Aeropuerto Internacional de Hong Kong                                   | Cathay Pacific / Turkish Airlines                                                                                      |
| India (2 destinos, 2 aerolíneas)                             |                                                                         | |
| Bombay                                                       | Aeropuerto Internacional Chhatrapati Shivaji                            | IndiGo / Turkish Airlines                                                                                              |
| Nueva Delhi                                                  | Aeropuerto Internacional Indira Gandhi                                  | Air India / Akasa Air / IndiGo / Turkish Airlines / Vistara                                                            |
| Indonesia (2 destinos, 1 aerolínea)                          |                                                                         | |
| Denpasar                                                     | Aeropuerto Internacional Ngurah Rai                                     | Turkish Airlines |
| Yakarta                                                      | Aeropuerto Internacional Soekarno-Hatta                                 | Garuda Indonesia / Turkish Airlines                                                                                    |
| Irak (5 destinos, 3 aerolíneas)                              |                                                                         | |
| Bagdad                                                       | Aeropuerto Internacional de Bagdad                                      | Fly Baghdad / Iraqi Airways / Turkish Airlines                                                                         |
| Basora                                                       | Aeropuerto Internacional de Basora                                      | Iraqi Airways Turkish Airlines                                                                                         |
| Erbil                                                        | Aeropuerto Internacional de Erbil                                       | Fly Baghdad / Iraqi Airways / Turkish Airlines                                                                         |
| Nayaf                                                        | Aeropuerto Internacional de Nayaf                                       | Turkish Airlines |
| Solimania                                                    | Aeropuerto Internacional de Suleimaniya                                 | Iraqi Airways |
| Irán (4 destinos, 8 aerolíneas)                              |                                                                         | |
| Isfahán                                                      | Aeropuerto Internacional de Isfahán                                     | Iran Air / Turkish Airlines                                                                                            |
| Shiraz                                                       | Aeropuerto Internacional de Shiraz                                      | Turkish Airlines |
| Tabriz                                                       | Aeropuerto Internacional de Tabriz                                      | ATA Airlines / Turkish Airlines                                                                                        |
| Teherán                                                      | Aeropuerto Internacional Imán Jomeini                                   | ATA Airlines / Iran Air / Iran Aseman Airlines / Mahan Air / Meraj Airlines / Qeshm Air / Taban Air / Turkish Airlines |
| Israel (1 destino, 2 aerolíneas)                             |                                                                         | |
| Tel Aviv                                                     | Aeropuerto Internacional Ben Gurión                                     | El Al / Turkish Airlines (suspendido)                                                                                  |
| Japón (3 destinos, 2 aerolíneas)                             |                                                                         | |
| Osaka                                                        | Aeropuerto Internacional de Kansai                                      | Turkish Airlines |
| Tokio                                                        | Aeropuerto Internacional de Haneda                                      | Air Japan / All Nippon Airways / Japan Airlines / Turkish Airlines / ZIPAIR Tokyo                                      |
| Tokio                                                        | Aeropuerto Internacional de Narita                                      | Turkish Airlines |
| Jordania (2 destinos, 4 aerolíneas)                          |                                                                         | |
| Amán                                                         | Aeropuerto Internacional Queen Alia                                     | Fly Jordan / Jordan Aviation / Royal Jordanian / Turkish Airlines                                                      |
| Aqaba                                                        | Aeropuerto Internacional Rey Husein                                     | Turkish Airlines |
| Kazajistán (6 destinos, 3 aerolíneas)                        |                                                                         | |
| Aktau                                                        | Aeropuerto de Aktau                                                     | SCAT Airlines / Turkish Airlines                                                                                       |
| Almaty                                                       | Aeropuerto Internacional de Almatý                                      | Air Astana / Turkish Airlines                                                                                          |
| Atyrau                                                       | Aeropuerto de Atyrau                                                    | Air Astana |
| Astaná                                                       | Aeropuerto Internacional Nursultán Nazarbáyev                           | Air Astana / SCAT Airlines / Turkish Airlines                                                                          |
| Shymkent                                                     | Aeropuerto Internacional de Shymkent                                    | SCAT Airlines |
| Turkestán                                                    | Aeropuerto Internacional Hazret Sultan                                  | Turkish Airlines |
| Kirguistán (1 destino, 1 aerolínea)                          |                                                                         | |
| Biskek                                                       | Aeropuerto Internacional de Manas                                       | Turkish Airlines |
| Kuwait (1 destino, 3 aerolíneas)                             |                                                                         | |
| Ciudad de Kuwait                                             | Aeropuerto Internacional de Kuwait                                      | Jazeera Airways / Kuwait Airways / Turkish Airlines                                                                    |
| Líbano (1 destino, 2 aerolíneas)                             |                                                                         | |
| Beirut                                                       | Aeropuerto Internacional de Beirut                                      | Middle East Airlines / Turkish Airlines                                                                                |
| Malasia (1 destino, 2 aerolíneas)                            |                                                                         | |
| Kuala Lumpur                                                 | Aeropuerto Internacional de Kuala Lumpur                                | Malaysia Airlines / Turkish Airlines                                                                                   |
| Maldivas (1 destino, 2 aerolíneas)                           |                                                                         | |
| Malé                                                         | Aeropuerto Internacional de Malé                                        | BeOnd / Turkish Airlines                                                                                               |
| Mongolia (1 destino, 2 aerolíneas)                           |                                                                         | |
| Ulan Bator                                                   | Aeropuerto Internacional Gengis Kan                                     | MIAT Mongolian Airlines / Turkish Airlines                                                                             |
| Nepal (1 destino, 1 aerolínea)                               |                                                                         | |
| Katmandú                                                     | Aeropuerto Internacional de Katmandú                                    | Turkish Airlines |
| Omán (1 destino, 2 aerolíneas)                               |                                                                         | |
| Mascate                                                      | Aeropuerto Internacional de Seeb                                        | Oman Air Turkish Airlines                                                                                              |
| Pakistán (3 destinos, 2 aerolínea)                           |                                                                         | |
| Islamabad                                                    | Aeropuerto Internacional de Islamabad                                   | Turkish Airlines / Pakistan International Airlines                                                                     |
| Karachi                                                      | Aeropuerto Internacional de Karachi                                     | Turkish Airlines |
| Lahore                                                       | Aeropuerto Internacional Allama Iqbal                                   | Turkish Airlines / Pakistan International Airlines                                                                     |
| Siria (1 destino, 1 aerolínea)                               |                                                                         | |
| Damasco                                                      | Aeropuerto Internacional de Damasco                                     | Turkish Airlines / Syrian Air                                                                                          |
| Singapur (1 destino, 2 aerolíneas)                           |                                                                         | |
| Singapur                                                     | Aeropuerto Internacional de Singapur                                    | Singapore Airlines / Turkish Airlines                                                                                  |
| Sri Lanka (1 destino, 2 aerolíneas)                          |                                                                         | |
| Colombo                                                      | Aeropuerto Internacional Bandaranaike                                   | SriLankan Airlines / Turkish Airlines                                                                                  |
| Tailandia (2 destinos, 3 aerolíneas)                         |                                                                         | |
| Bangkok                                                      | Aeropuerto Internacional Suvarnabhumi                                   | Thai Airways / Turkish Airlines                                                                                        |
| Phuket                                                       | Aeropuerto Internacional de Phuket                                      | Turkish Airlines |
| Taiwán (1 destino, 4 aerolíneas)                             |                                                                         | |
| Taipéi                                                       | Aeropuerto Internacional de Taiwán Taoyuan                              | China Airlines / EVA Air / STARLUX Airlines / Turkish Airlines                                                         |
| Tayikistán (1 destino, 2 aerolíneas)                         |                                                                         | |
| Dusambé                                                      | Aeropuerto de Dusambé                                                   | Somon Air / Turkish Airlines                                                                                           |
| Turkmenistán (1 destino, 2 aerolíneas)                       |                                                                         | |
| Asjabad                                                      | Aeropuerto de Asjabad                                                   | Turkish Airlines / Turkmenistan Airlines                                                                               |
| Uzbekistán (5 destinos, 5 aerolíneas)                        |                                                                         | |
| Bujará                                                       | Aeropuerto Internacional de Bujará                                      | Turkish Airlines / Uzbekistan Airways                                                                                  |
| Ferganá                                                      | Aeropuerto Internacional de Ferganá                                     | Turkish Airlines / Uzbekistan Airways                                                                                  |
| Samarcanda                                                   | Aeropuerto Internacional de Samarcanda                                  | Turkish Airlines / Uzbekistan Airways / Air Samarkand / Qanot Sharq                                                    |
| Taskent                                                      | Aeropuerto Internacional de Taskent                                     | Turkish Airlines / Uzbekistan Airways / Qanot Sharq / Centrum Air                                                      |
| Urgench                                                      | Aeropuerto de Urgench                                                   | Turkish Airlines / Uzbekistan Airways                                                                                  |
| Vietnam (2 destinos, 1 aerolínea)                            |                                                                         | |
| Ciudad Ho Chi Minh                                           | Aeropuerto Internacional Son Nhat                                       | Turkish Airlines |
| Hanói                                                        | Aeropuerto Internacional de Nội Bài                                     | Turkish Airlines |
| Europa                                                       |                                                                         | |
| Albania (1 destino, 1 aerolínea)                             |                                                                         | |
| Tirana                                                       | Aeropuerto Internacional Madre Teresa                                   | Air Albania |
| Alemania (13 destinos [2 estacionales], 3 aerolíneas)        |                                                                         | |
| Berlín                                                       | Aeropuerto de Berlín-Brandeburgo Willy Brandt                           | Turkish Airlines |
| Bremen                                                       | Aeropuerto de Bremen                                                    | Turkish Airlines |
| Colonia/Bonn                                                 | Aeropuerto de Colonia/Bonn                                              | Turkish Airlines |
| Düsseldorf                                                   | Aeropuerto Internacional de Düsseldorf                                  | Turkish Airlines |
| Fráncfort del Meno                                           | Aeropuerto de Fráncfort del Meno                                        | Turkish Airlines |
| Hamburgo                                                     | Aeropuerto de Hamburgo                                                  | Turkish Airlines |
| Hannover                                                     | Aeropuerto de Hannover                                                  | Turkish Airlines |
| Leipzig                                                      | Aeropuerto de Leipzig/Halle                                             | Turkish Airlines |
| Múnich                                                       | Aeropuerto Internacional de Múnich-Franz Josef Strauss                  | Turkish Airlines |
| Núremberg                                                    | Aeropuerto de Núremberg                                                 | Turkish Airlines |
| Stuttgart                                                    | Aeropuerto de Stuttgart                                                 | Turkish Airlines |
| Austria (3 destinos, 2 aerolíneas)                           |                                                                         | |
| Salzburgo                                                    | Aeropuerto de Salzburgo                                                 | Turkish Airlines |
| Viena                                                        | Aeropuerto de Viena                                                     | Austrian Airlines / Turkish Airlines                                                                                   |
| Bélgica (1 destino, 2 aerolíneas)                            |                                                                         | |
| Bruselas                                                     | Aeropuerto de Bruselas-National                                         | Brussels Airlines / Turkish Airlines                                                                                   |
| Bielorrusia (1 destino, 2 aerolíneas)                        |                                                                         | |
| Minsk                                                        | Aeropuerto Internacional de Minsk                                       | Turkish Airlines / Belavia                                                                                             |
| Bosnia y Herzegovina (1 destino, 1 aerolínea)                |                                                                         | |
| Sarajevo                                                     | Aeropuerto Internacional de Sarajevo                                    | Turkish Airlines |
| Bulgaria (2 destinos, 2 aerolíneas)                          |                                                                         | |
| Sofía                                                        | Aeropuerto de Sofía                                                     | Bulgaria Air Turkish Airlines                                                                                          |
| Varna                                                        | Aeropuerto de Varna                                                     | Turkish Airlines |
| Croacia (2 destinos, 2 aerolíneas)                           |                                                                         | |
| Dubrovnik                                                    | Aeropuerto de Dubrovnik                                                 | Turkish Airlines |
| Zagreb                                                       | Aeropuerto de Zagreb-Pleso                                              | Croatia Airlines / Turkish Airlines                                                                                    |
| Dinamarca (2 destinos, 2 aerolínea)                          |                                                                         | |
| Billund                                                      | Aeropuerto de Billund                                                   | Turkish Airlines |
| Copenhague                                                   | Aeropuerto de Copenhague-Kastrup                                        | Turkish Airlines |
| Eslovenia (1 destino, 1 aerolínea)                           |                                                                         | |
| Liubliana                                                    | Aeropuerto de Liubliana                                                 | Turkish Airlines |
| España (6 destinos, 4 aerolíneas)                            |                                                                         | |
| Barcelona                                                    | Aeropuerto de Barcelona-El Prat                                         | Turkish Airlines / Vueling                                                                                             |
| Bilbao                                                       | Aeropuerto de Bilbao                                                    | Turkish Airlines |
| Madrid                                                       | Aeropuerto de Madrid-Barajas                                            | Air Europa / Turkish Airlines                                                                                          |
| Málaga                                                       | Aeropuerto de Málaga-Costa del Sol                                      | Turkish Airlines |
| Sevilla                                                      | Aeropuerto de Sevilla                                                   | Turkish Airlines (Inicia 17 de septiembre del 2025)                                                                    |
| Valencia                                                     | Aeropuerto de Valencia                                                  | Turkish Airlines |
| Estonia (1 destino, 1 aerolínea)                             |                                                                         | |
| Tallin                                                       | Aeropuerto de Tallin                                                    | Turkish Airlines |
| Finlandia (2 destinos [1 estacional], 2 aerolíneas)          |                                                                         | |
| Helsinki                                                     | Aeropuerto de Helsinki-Vantaa                                           | Finnair / Turkish Airlines                                                                                             |
| Rovaniemi                                                    | Aeropuerto de Rovaniemi                                                 | Turkish Airlines (Estacional)                                                                                          |
| Francia (8 destinos, 3 aerolíneas)                           |                                                                         | |
| Burdeos                                                      | Aeropuerto de Burdeos-Mérignac                                          | Turkish Airlines |
| Estrasburgo                                                  | Aeropuerto de Estrasburgo                                               | Turkish Airlines |
| Lyon                                                         | Aeropuerto de Lyon-Saint Exupéry                                        | Turkish Airlines |
| Marsella                                                     | Aeropuerto de Marsella-Provenza                                         | Turkish Airlines |
| Nantes                                                       | Aeropuerto de Nantes Atlantique                                         | Transavia France |
| Niza                                                         | Aeropuerto Internacional Niza Costa Azul                                | Turkish Airlines |
| París                                                        | Aeropuerto de París-Charles de Gaulle                                   | Turkish Airlines |
| Toulouse                                                     | Aeropuerto de Toulouse-Blagnac                                          | Turkish Airlines |
| Grecia (2 destinos, 2 aerolíneas)                            |                                                                         | |
| Atenas                                                       | Aeropuerto Internacional de Atenas                                      | Aegean Airlines / Turkish Airlines                                                                                     |
| Salónica                                                     | Aeropuerto de Salónica                                                  | Turkish Airlines |
| Hungría (1 destino, 2 aerolíneas)                            |                                                                         | |
| Budapest                                                     | Aeropuerto de Budapest-Ferenc Liszt                                     | Turkish Airlines / Wizz Air                                                                                            |
| Irlanda (1 destino, 2 aerolíneas)                            |                                                                         | |
| Dublín                                                       | Aeropuerto de Dublín                                                    | Aer Lingus / Turkish Airlines                                                                                          |
| Italia (8 destinos [1 estacional], 3 aerolíneas)             |                                                                         | |
| Bari                                                         | Aeropuerto de Bari-Palese                                               | Turkish Airlines |
| Bolonia                                                      | Aeropuerto de Bolonia                                                   | Turkish Airlines |
| Catania                                                      | Aeropuerto de Catania-Fontanarossa                                      | Turkish Airlines |
| Milán                                                        | Aeropuerto de Milán-Malpensa                                            | Turkish Airlines |
| Nápoles                                                      | Aeropuerto de Nápoles-Capodichino                                       | Turkish Airlines |
| Roma                                                         | Aeropuerto de Roma-Fiumicino                                            | Turkish Airlines |
| Venecia                                                      | Aeropuerto Internacional Marco Polo                                     | Turkish Airlines |
| Kosovo (1 destino, 1 aerolínea)                              |                                                                         | |
| Priština                                                     | Aeropuerto Internacional de Priština                                    | Turkish Airlines |
| Letonia (1 destino, 2 aerolínea)                             |                                                                         | |
| Riga                                                         | Aeropuerto Internacional de Riga                                        | Turkish Airlines / airBaltic                                                                                           |
| Lituania (1 destino, 1 aerolínea)                            |                                                                         | |
| Vilna                                                        | Aeropuerto Internacional de Vilna                                       | Turkish Airlines |
| Luxemburgo (1 destino, 2 aerolíneas)                         |                                                                         | |
| Ciudad de Luxemburgo                                         | Aeropuerto de Luxemburgo                                                | Turkish Airlines |
| Macedonia del Norte (1 destino, 1 aerolínea)                 |                                                                         | |
| Skopie                                                       | Aeropuerto de Skopie                                                    | Turkish Airlines |
| Malta (1 destino, 1 aerolínea)                               |                                                                         | |
| Malta                                                        | Aeropuerto Internacional de Malta                                       | Turkish Airlines |
| Moldavia (1 destino, 1 aerolínea)                            |                                                                         | |
| Chisináu                                                     | Aeropuerto Internacional de Chisináu                                    | Turkish Airlines |
| Montenegro (1 destino, 1 aerolínea)                          |                                                                         | |
| Podgorica                                                    | Aeropuerto de Podgorica                                                 | Turkish Airlines / |
| Noruega (1 destino, 1 aerolínea)                             |                                                                         | |
| Oslo                                                         | Aeropuerto de Oslo-Gardermoen                                           | Turkish Airlines |
| Países Bajos (1 destino, 2 aerolíneas)                       |                                                                         | |
| Ámsterdam                                                    | Aeropuerto de Ámsterdam-Schiphol                                        | Turkish Airlines |
| Polonia (1 destino, 2 aerolíneas)                            |                                                                         | |
| Varsovia                                                     | Aeropuerto de Varsovia-Frédéric Chopin                                  | LOT Polish Airlines / Turkish Airlines                                                                                 |
| Portugal (2 destinos, 1 aerolínea)                           |                                                                         | |
| Lisboa                                                       | Aeropuerto de Lisboa                                                    | Turkish Airlines |
| Oporto                                                       | Aeropuerto de Oporto-Francisco Sá Carneiro                              | Turkish Airlines |
| Reino Unido (6 destino, 2 aerolíneas)                        |                                                                         | |
| Birmingham                                                   | Aeropuerto Internacional de Birmingham                                  | Turkish Airlines |
| Edimburgo                                                    | Aeropuerto de Edimburgo                                                 | Turkish Airlines |
| Londres                                                      | Aeropuerto de Londres-Gatwick                                           | Turkish Airlines |
| Londres                                                      | Aeropuerto de Londres-Heathrow                                          | British Airways / Turkish Airlines                                                                                     |
| Mánchester                                                   | Aeropuerto de Mánchester                                                | Turkish Airlines |
| República Checa (1 destino, 1 aerolínea)                     |                                                                         | |
| Praga                                                        | Aeropuerto de Praga                                                     | Turkish Airlines |
| República Turca del Norte de Chipre (1 destino, 1 aerolínea) |                                                                         | |
| Ercan                                                        | Aeropuerto de Ercan                                                     | Turkish Airlines |
| Rumania (3 destinos, 2 aerolíneas)                           |                                                                         | |
| Bucarest                                                     | Aeropuerto Internacional de Bucarest-Henri Coandă                       | TAROM / Turkish Airlines                                                                                               |
| Cluj-Napoca                                                  | Aeropuerto de Cluj-Napoca                                               | Turkish Airlines |
| Constanza                                                    | Aeropuerto Internacional de Constanza                                   | Turkish Airlines |
| Rusia (12 destinos, 8 aerolíneas)                            |                                                                         | |
| Beslán                                                       | Aeropuerto de Vladikavkaz-Beslán                                        | Pobeda |
| Ekaterimburgo                                                | Aeropuerto de Ekaterimburgo-Koltsovo                                    | Red Wings Airlines / Turkish Airlines / Aeroflot / Ural Airlines                                                       |
| Kaspisk                                                      | Aeropuerto de Majachkalá-Uytash                                         | Pobeda |
| Kazán                                                        | Aeropuerto Internacional de Kazán                                       | Turkish Airlines / Pobeda                                                                                              |
| Moscú                                                        | Aeropuerto Internacional de Moscú-Domodédovo                            | Red Wings Airlines / Ural Airlines / S7 Airlines                                                                       |
| Moscú                                                        | Aeropuerto Internacional de Moscú-Sheremétievo                          | Aeroflot Rossiya Airlines                                                                                              |
| Moscú                                                        | Aeropuerto Internacional de Moscú-Vnúkovo                               | Turkish Airlines / Pobeda / Azimuth                                                                                    |
| Nizhnekamsk                                                  | Aeropuerto Begishevo                                                    | Red Wings Airlines |
| Novosibirsk                                                  | Aeropuerto Internacional de Novosibirsk-Tolmachevo                      | S7 Airlines |
| San Petersburgo                                              | Aeropuerto Internacional Púlkovo                                        | Rossiya Airlines / Turkish Airlines / Aeroflot                                                                         |
| Sochi                                                        | Aeropuerto Internacional de Sochi                                       | Ural Airlines / Aeroflot / Turkish Airlines / Azimuth                                                                  |
| Volgogrado                                                   | Aeropuerto Internacional de Volgogrado                                  | Pobeda |
| Serbia (3 destino, 2 aerolíneas)                             |                                                                         | |
| Belgrado                                                     | Aeropuerto de Belgrado-Nikola Tesla                                     | Air Serbia / Turkish Airlines                                                                                          |
| Kraljevo                                                     | Aeropuerto del Morava                                                   | Air Serbia |
| Niš                                                          | Aeropuerto Constantino el Grande de Niš                                 | Air Serbia |
| Suecia (2 destinos, 1 aerolínea)                             |                                                                         | |
| Estocolmo                                                    | Aeropuerto de Estocolmo-Arlanda                                         | Turkish Airlines |
| Gotemburgo                                                   | Aeropuerto de Gotemburgo-Landvetter                                     | Turkish Airlines |
| Suiza (2 destinos, 1 aerolínea)                              |                                                                         | |
| Ginebra                                                      | Aeropuerto Internacional de Ginebra                                     | Turkish Airlines |
| Zúrich                                                       | Aeropuerto Internacional de Zúrich                                      | Turkish Airlines |
| Suiza · Francia · Alemania (1 destino, 1 aerolínea)          |                                                                         | |
| Basilea/Mulhouse/Friburgo                                    | Aeropuerto de Basilea-Mulhouse-Friburgo                                 | Turkish Airlines |
| Ucrania (6 destinos, 3 aerolíneas)                           |                                                                         | |
| Járkov                                                       | Aeropuerto Internacional de Járkov (Suspendido temporalmente)           | Turkish Airlines |
| Jersón                                                       | Aeropuerto de Jersón (Suspendido temporalmente)                         | Turkish Airlines |
| Kiev                                                         | Aeropuerto Internacional de Kiev (Suspendido temporalmente)             | SkyUp / Turkish Airlines / Ukraine International Airlines                                                              |
| Leópolis                                                     | Aeropuerto de Leópolis (Suspendido temporalmente)                       | Turkish Airlines |
| Odesa                                                        | Aeropuerto de Odesa (Suspendido temporalmente)                          | Turkish Airlines |
| Zaporiyia                                                    | Aeropuerto Internacional de Zaporizhia-Mokre (Suspendido temporalmente) | Turkish Airlines |
| Oceanía                                                      |                                                                         | |
| Australia (2 destinos, 1 aerolínea)                          |                                                                         | |
| Melbourne                                                    | Aeropuerto Internacional Tullamarine                                    | Turkish Airlines (Vía SIN)                                                                                             |
| Sídney                                                       | Aeropuerto Internacional Kingsford Smith                                | Turkish Airlines (Vía KUL)                                                                                             |

## Estadísticas

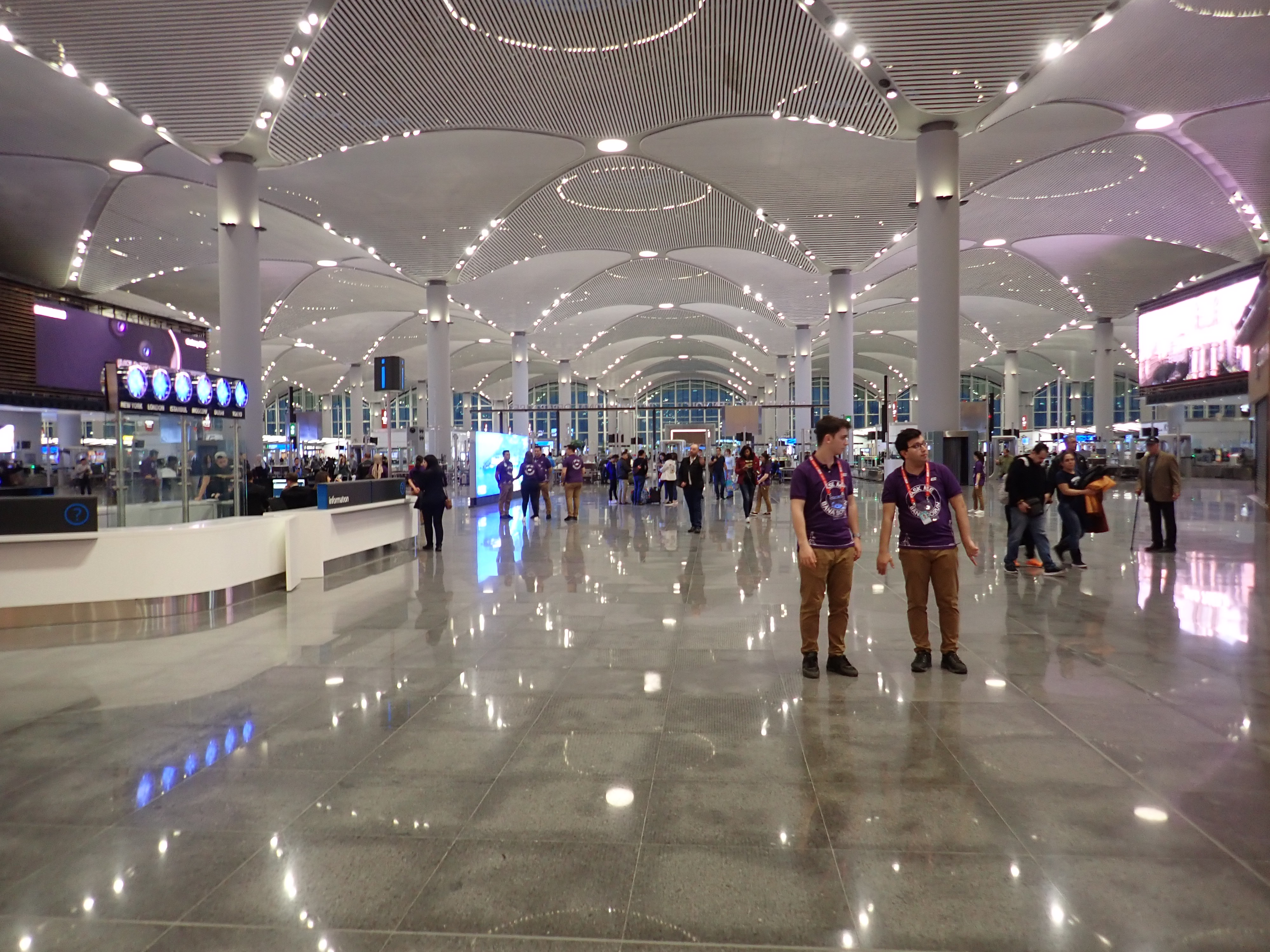
Área de documentación.

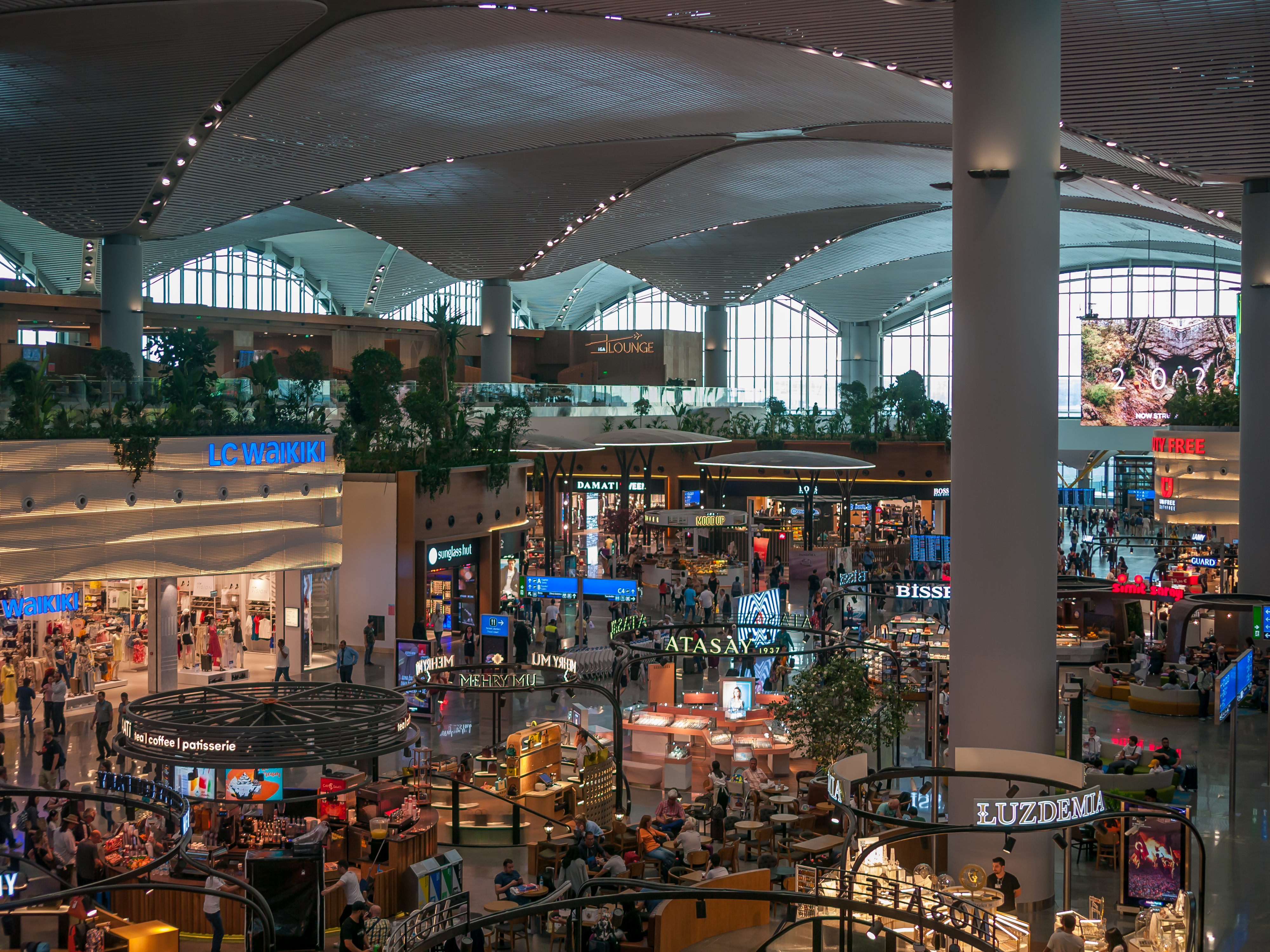
Pasillo principal del aeropuerto.

Ver fuente y consulta Wikidata.
| Año  | Nacional   | % cambio    | Internacional | % cambio    | Total      | % cambio    |
| ---- | ---------- | ----------- | ------------- | ----------- | ---------- | ----------- |
| 2018 | 65 006     | -           | 30 199        | -           | 95 205     | -           |
| 2019 | 12 574 641 | Crecimiento | 39 434 579    | Crecimiento | 52 009 220 | Crecimiento |
| 2020 | 7 473 875  | 41%         | 15 936 505    | 60%         | 16 951 190 | 55%         |
| 2021 | 10 676 237 | 43%         | 26 505 670    | 66%         | 37 181 907 | 59%         |
| 2022 | 15 894 315 | 49%         | 48 591 863    | 83%         | 64 486 178 | 73%         |
| 2023 | 18 022 061 | 13%         | 58 214 919    | 20%         | 76 236 980 | 18%         |

| Año  | Movimientos | % cambio    | Carga (Ton) | % cambio    |
| ---- | ----------- | ----------- | ----------- | ----------- |
| 2018 | 775         | -           | 610         | -           |
| 2019 | 329 900     | Crecimiento | 1 492 908   | Crecimiento |
| 2020 | 185 424     | 44%         | 965 640     | 35%         |
| 2021 | 279 509     | 51%         | 1 529 778   | 58%         |
| 2022 | 425 897     | 52%         | 2 557 427   | 67%         |